# Kasteel van Trumly

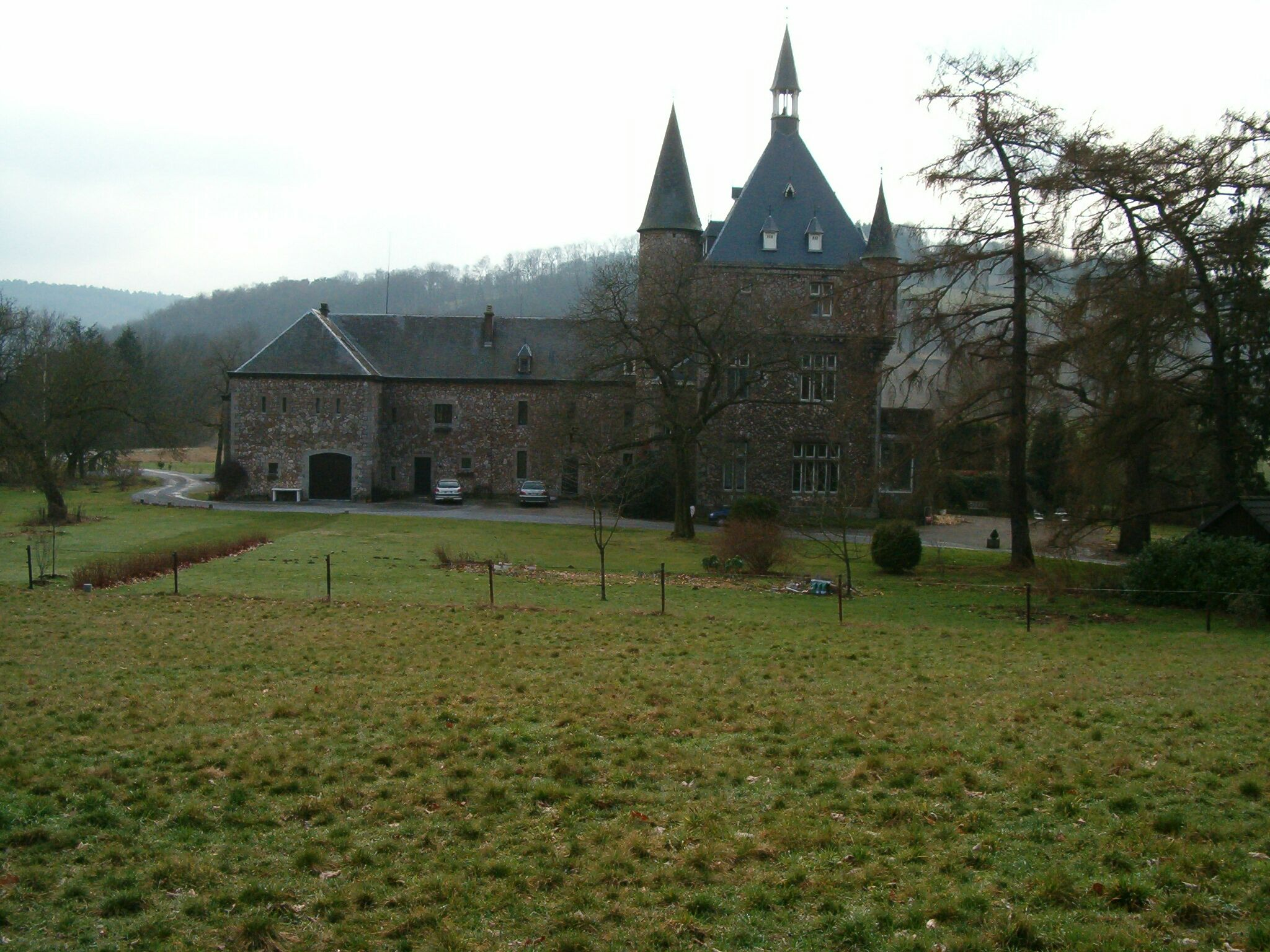
Kasteel van Trumly

Het kasteel van Trumly (Château du Trumly) is een kasteel in de Belgische plaats Trooz, gelegen aan de Rue Lonhienne nabij Rue Sainry 1A.
Het kasteel is gelegen op een heuvel die uitziet op de Vesder. Vanaf de 17e eeuw stond hier een bouwwerk, en in 1898 werd het geheel ingrijpend gerestaureerd naar ontwerp van H. Froment.
Het bestaat uit een viertal vleugels die om een binnenplaats zijn gegroepeerd. Ten noordwesten daarvan werd in 1898 nog een vleugel bijgebouwd, voorzien van een vierkante toren met hoog tentdak.
Sommige vleugels zijn nog 17e-eeuws van oorsprong, hoewel later vaak gewijzigd. In het noordoosten kan men de binnenplaats betreden door een poort, waarboven zich een wapenschild bevindt van de kanunnik De Louvrex, van 1772.